# カール・ローガン
カール・ローガン (英語: Karl Logan, 本名Karl Mojaleski、1965年9月28日 - )は、アメリカ合衆国出身のギターリストであり、ヘヴィメタルバンド「マノウォー」のギターリストを1994年から務めている。

## 概要
ペンシルバニア州Clifford近郊にあるLakeland高校を卒業後、「Arc Angel」(トゥイステッド・シスターのドラムA. J. Peroも在籍していた)や「Fallen Angel」などの地元のローカルバンドで活動していたが、1994年にマノウォーに加入。

マノウォーに加入したのは、趣味であるオートバイのミーティングに参加した際に、マノウォーのベーシストであるジョーイ・ディマイオと意気投合したのがきっかけである。
音楽活動以外では、オフロードバイクやプラモデルの制作などを余暇に楽しむ。

バイクについては、2006年にバイクの事故で腕に大怪我をし当時マノウォーが製作中だったアルバム「Gods Of War」や「Demons, Dragons and Warriors」ツアーが延期される事態となった。当時は「ギターリスト生命が終了する」と言われるほどの大怪我であったが見事に復活している。

またプラモデルについては「FineScale Modeler magazine」というウェブサイトに、経年劣化を表現する手法、ジオラマの作成、カスタマイズの方法などの記事を執筆するほどであり、特に車や軍用車両などを主に製作している。
ギタープレイについてはフルピッキングの速弾きを得意としており、マノウォー加入後に自身のモデルギターをマノウォーの所属レーベルである「Magic Circle Music」のウェブサイトを通して販売している。2009年にはSkypeを使った1対1のギターレッスンの人数限定で行った。